# Zemský okres Ostalb
Zemský okres Ostalb (německy Ostalbkreis) je okres na východě Bádensko-Württemberska. Okres sousedí s Bavorskem. Vznikl v roce 1973. Jméno vzniklo podle pohoří Švábská Alba. Ost znamená v překladu na východ, alb dle jména pohoří a kreis znamená okres, tedy v doslovném překladu Východoalbský okres. Okresem také vedou všechny přítoky řeky Neckar. Okres má dobré vztahy s italskou provincií Ravenna a s finským krajem Oulu. Okresním městem je Aalen. Okres má přibližně 1 500 km² a žije v něm přes 300 000 obyvatel, což je 200 lidí na km².

## Města a obce
Města:
1. Aalen
2. Bopfingen
3. Ellwangen
4. Heubach
5. Lauchheim
6. Lorch
7. Neresheim
8. Oberkochen
9. Schwäbisch Gmünd

Obce:
1. Abtsgmünd
2. Adelmannsfelden
3. Bartholomä
4. Böbingen (Rems)
5. Durlangen
6. Ellenberg
7. Eschach
8. Essingen
9. Göggingen
10. Gschwend
11. Heuchlingen
12. Hüttlingen
13. Iggingen
14. Jagstzell
15. Kirchheim am Ries
16. Leinzell
17. Mögglingen
18. Mutlangen
19. Neuler
20. Obergröningen
21. Rainau
22. Riesbürg
23. Rosenberg
24. Ruppertshofen
25. Schechingen
26. Spraitbach
27. Stödtlen
28. Täferrot
29. Tannhausen
30. Unterschneidheim
31. Waldstetten
32. Westhausen
33. Wört